# Monster Games

Logotipo da empresa Monster Games, Inc.

Monster Games, Inc. é uma desenvolvedora de jogos eletrônicos independente especializada em jogos de corrida localizada em Northfield, nos Estados Unidos. A empresa foi fundada em 1996.

## Jogos desenvolvidos
- 1998 – Viper Racing (PC)
- 2000 – NASCAR Heat (PC)
- 2001 – NASCAR Heat 2002 (PlayStation 2, Xbox)
- 2002 – NASCAR: Dirt to Daytona (Nintendo GameCube, PlayStation 2)
- 2004 – Test Drive: Eve of Destruction (PlayStation 2, Xbox)
- 2006 – Excite Truck (Wii)
- 2009 – Excitebots: Trick Racing (Wii)
- 2009 – Excitebike: World Rally (WiiWare)
- 2011 – Pilotwings Resort (Nintendo 3DS)[1]
- 2013 – Donkey Kong Country Returns 3D (Nintendo 3DS)[2]
- 2014 – Donkey Kong Country: Tropical Freeze (Wii U) Co-desenvolvido com a Retro Studios[3]
- 2015 – Xenoblade Chronicles 3D (New Nintendo 3DS)[4]
- 2016 - NASCAR Heat: Evolution (Steam, Xbox One, PlayStation 4)[5][6]